# Управление государственной безопасности (Венгрия)

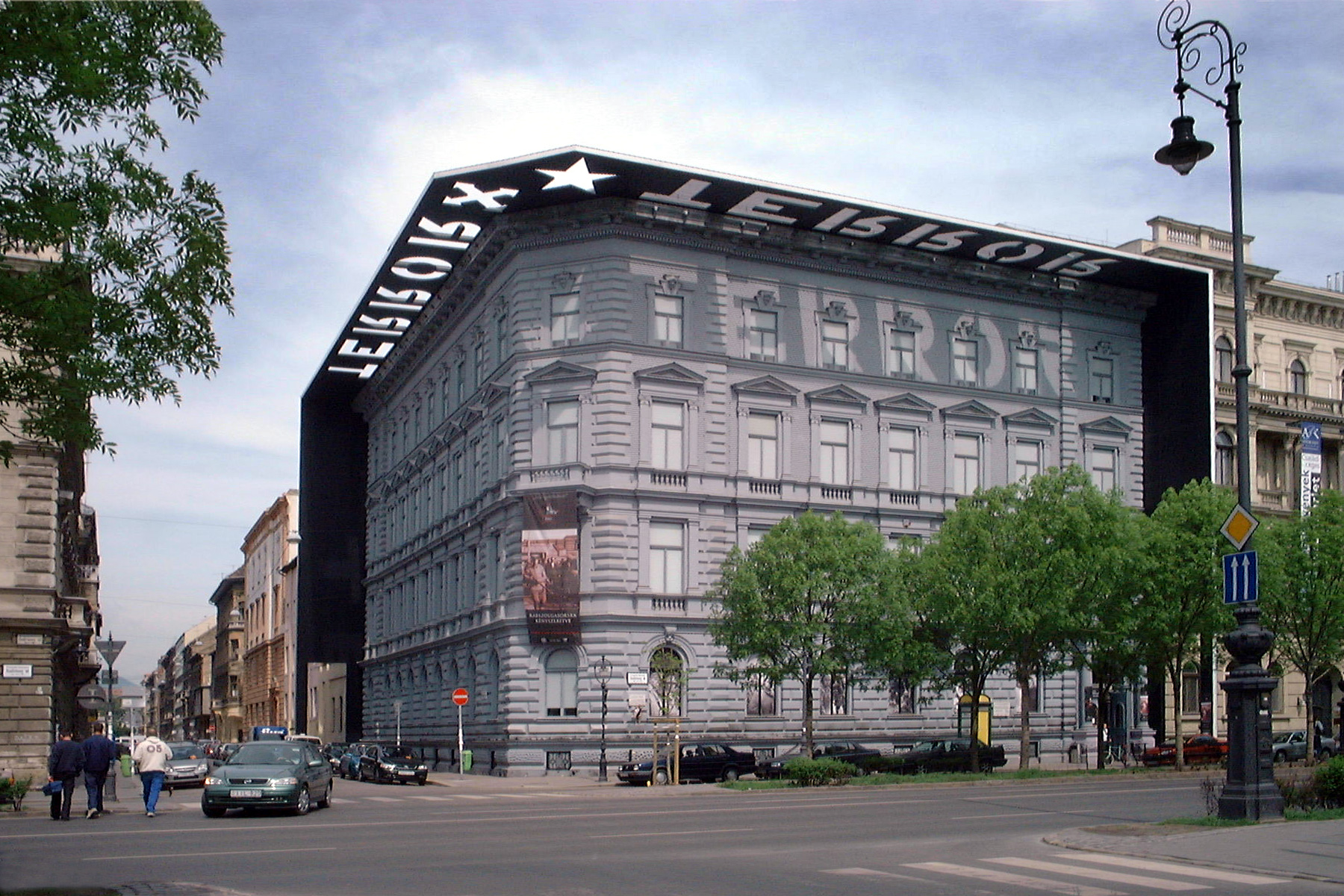
Здание УГБ на проспекте Андраши в Будапеште. Сейчас — музей Дом террора

Управление государственной безопасности (венг. Államvédelmi Hatóság, ÁVH) — служба госбезопасности во второй Венгерской Республике и  Венгерской Народной Республике, существовавшая в 1945—1956. Распущена после Венгерского восстания 1956 года. Новое руководство страны во главе с Яношем Кадаром воздержалось от воссоздания УГБ. Преемником распущенного управления стали сначала II управление (в 1956—1963 годах), а затем — III управление Министерства внутренних дел (в 1963—1990 годах). Эти органы имели значительно более скромные, по сравнению с УГБ, полномочия.

## История
1 февраля 1945 года был создан политический департамент при милиции Будапешта — PRO. В 1946 году PRO был реорганизован в Департамент государственной безопасности (Államvédelmi Osztály, ÁVO), а в 1948 году — в Управление государственной безопасности (ÁVH). Однако и после реорганизации ÁVO в ÁVH сотрудников этой организации в разговорной речи венгров чаще всего называли «авошами» (ед. ч.: венг. ávós; мн. ч. венг. ávósok). 10 сентября 1948 директором ÁVH был назначен Габор Петер. Его ближайшим помощником являлся начальник отдела разведки Владимир Фаркаш, сын министра обороны Михая Фаркаша.
Во время правления «лучшего венгерского ученика Сталина» Матьяша Ракоши УГБ проводило политику искоренения инакомыслия, а также было орудием Ракоши в борьбе против его политических оппонентов (например, Ласло Райка). «Расцвет» УГБ пришёлся на конец 40-х — 1953. Госбезопасность (ÁVH) насчитывала в штате 28 тыс. чел. Им помогали 40 тыс. информаторов. На миллион жителей Венгрии ÁVH завела досье более чем на 10 % всего населения, включая стариков и детей. Из них 650 тысяч подверглись преследованиям, в том числе около 400 тысяч — тюремному заключению.
После смерти Сталина в 1953 году последовал период относительной либерализации, связанный с приходом на должность председателя Совета Министров ВНР Имре Надя, который, однако, в 1955 году был снят с должности.

### УГБ и Венгерское антикоммунистическое восстание 1956 года

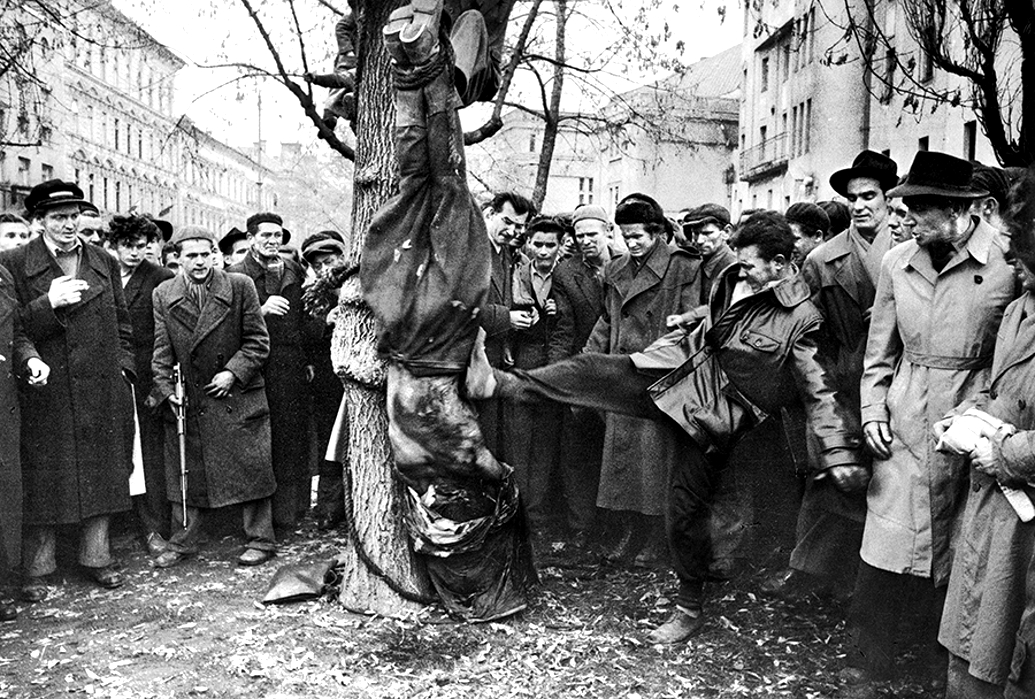
Повешенный вниз головой изуродованный труп сотрудника госбезопасности

УГБ сыграло значительную роль в Венгерском восстании 1956 года. После начала боев повстанцев с проправительственными силами в Будапеште 23 октября 1956 г. сотрудники УГБ, опасаясь мести, в массовом порядке стали прятаться и переходить на нелегальное положение. Повстанцы отлавливали их на улицах, определяя принадлежность к УГБ по форменным башмакам, сшитым из кожи желтого цвета. Пойманных, как правило, убивали на месте, иной раз без удостоверения личности; трупы линчевались и подвешивались за ноги на деревьях и фонарях. Принято считать, что всего в дни Венгерской революции таким образом были убиты 37 сотрудников УГБ, в основном младших офицеров.
После реорганизации правительства Имре Надя 27 октября 1956 года был смещен с поста министра внутренних дел Ласло Пирош, одновременно являвшийся также главой УГБ, а 29 октября 1956 года Управление государственной безопасности было официально ликвидировано. 

## Организация
Организация УГБ была схожа с другими восточноевропейскими спецслужбами, которые, в свою очередь, многое позаимствовали у советского КГБ. Кроме штатных сотрудников, УГБ имело разветвлённую сеть информаторов.  
До 1951 года состоял из 8 земельных департаментов государственной безопасности (Vidéki Államvédelmi Osztály), с 1951 года — из 19 окружных департаментов (Megyei Osztály).